# Heinrich von Treitschke
Heinrich Gotthard von Treitschke (Drezda, 1834. szeptember 15. – Berlin, 1896.  április 28.) német történész és politikai író. Az akkori Németország egyik legismertebb és legolvasottabb történésze és politikai publicistája volt.
Szélsőségesen nacionalista volt, aki utálta a lengyeleket, a zsidókat, a katolikusokat és a németországi szocialistákat is.
Esszéiben egy porosz vezetésű, nemzeti-liberális német nemzetállamért szállt síkra. Németország poroszosításáért és militarizálásáért állt ki.  Agitált a német gyarmatosítás mellett.
Egy 1879-ben megjelent esszével a berlini egyetemen elindított egy antiszemita, a zsidók megbízhatóságáról és a német nemzethez való kulturális hovatartozásáról szóló vitát. Az esszéje a következő állítást tartalmazta: „A zsidók a mi szerencsétlenségünk”!  Ez lett később a Der Stürmer nemzetiszocialista propagandalap mottója.

## Életpályája
A lipcsei egyetemen tanított történelmet és politikát (1859), majd Freiburgban (1863). Az 1866-os osztrák-porosz háború kitörésekor Freiburgot elhagyni kényszerült és először a kieli egyetemen, majd 1867-ben a heidelbergi, majd 1874-ben a berlini egyetemen lett professzor, de e kinevezéseket inkább politikai nézetei, mint tudományos teljesítménye miatt kapta.
Berlinben megindította és 1866-tól 1889-ig szerkesztette a Preussische Jahrbüchert („Porosz Évkönyvek”).
Az 1860-as évek elején a német egyesülés liberális támogatói mellé állt, de alapvetően mindig is konzervatív volt, különösen társadalmi nézeteit illetően. Az egyesülés után (1871) politikailag is egyre konzervatívabb lett.
1871 és 1888 között német birodalmi gyűlési képviselő, a Reichstag tagja volt.
A tekintélyelvű hatalmi politika híve volt.
Úgy vélte, hogy Németország a Szent Római Birodalom igazi örököse; így szorgalmazta annak az imperialista nagyhatalom státuszára való emelkedését.
Becsmérelte a nyugat-európai liberalizmust, és ugyanilyen szkeptikusan nézett az észak-amerikai demokráciára.
Ranke halála (1886) után a porosz állam történetírójává nevezték ki. 1895-ben a Historische Zeitschrift („Történelmi folyóirat”) szerkesztője lett. 1896-ban, Berlinben halt meg.

## Művei
- Deutsche Geschichte im 19. Jahrhundert (Lipcse, 1879–94, 7. kiadása 1904, főműve)
- Historische und politische Aufsätze (ugyanott, 1865, folytatás 1870, új kiadás 3 kötetben 1903)
- Deutsche Kämpfe (1896)
- Megjelentek külön kötetben történelmi előadásai, valamint levelezései is.